# Marennes (Charente Marítimo)
Marennes era una comuna francesa que estaba situada en el departamento de Charente Marítimo, de la región de Nueva Aquitania que el 1 de enero de 2019 pasó a formar parte de la comuna nueva de Marennes-Hiers-Brouage como comuna delegada.

## Historia
En 1908 esta comuna segregó parte de sus terrenos para la creación de la comuna de Bourcefranc-le-Chapus.

## Demografía
| Gráfica de evolución demográfica de Marennes entre 1800 y 2016 |
|                                                                |

Los datos demográficos contemplados en este gráfico de la comuna de Marennes se han cogido de 1800 a 1999 de la página francesa EHESS/Cassini, y los demás datos de la página del INSEE.